# Perrottetia lanceolata
Perrottetia lanceolata är en tvåhjärtbladig växtart som beskrevs av Gustav Karl Wilhelm Hermann Karsten. Perrottetia lanceolata ingår i släktet Perrottetia och familjen Dipentodontaceae. Inga underarter finns listade.